# Blangkejeren
Blangkejeren é um subdistrito que também é a capital, centro econômico e centro governamental da regência de Gayo Lues, província de Achém, Indonésia. Blangkejeren também é atravessada pela Rodovia Central de Sumatra.